# Olli Lehto
Olli Erkki Lehto (30 mai 1925 à Helsinki - 31 décembre 2020 ) est un mathématicien finlandais, spécialisé dans la théorie des fonctions géométriques et chancelier de l'Université d'Helsinki .

## Biographie
Lehto obtient son doctorat en 1949 à l'Université d'Helsinki sous la direction de Rolf Nevanlinna avec la thèse Anwendung orthogonaler Systeme auf gewisse funktionentheoretische Extremal- und Abbildungsprobleme . À l'Université d'Helsinki, Lehto est professeur de 1961 à 1988, doyen des sciences à partir de 1978, recteur à partir de 1983 et chancelier de 1988 à 1993.
De 1983 à 1990, il est secrétaire de l'Union mathématique internationale. En 1962, il devient membre de l'Académie finlandaise des sciences et des lettres (Suomalainen Tiedeakatemia). En 1968, il est élu membre de l'Association scientifique finlandaise et en 1988, il devient membre honoraire de la même société . Il est membre de l'Académie norvégienne des sciences et des lettres à partir de 1986 . En 1975, le président de la Finlande lui décerne le titre honorifique d'"académicien des sciences" (Tieteen akateemikko). Lehto est l'organisateur en chef du Congrès international des mathématiciens (ICM) à Helsinki en 1978 et un conférencier invité de l'ICM à Moscou en 1966 avec une conférence Quasiconformal mappings in the plane. Il est élu membre de l'American Mathematical Society.
En 2001, Lehto publie une biographie de son mentor Rolf Nevanlinna .

## Publications
- Fonctions univalentes et espaces de Teichmüller. Springer, Textes d'études supérieures en mathématiques, 1987[7].
- avec Kaarlo Virtanen : Quasikonforme Abbildungen. Springer 1965, Grundlehren der Mathematischen Wissenschaften, 2ème édition : Mappings Quasiconformal dans le plan. Springer 1973.
- Tieteen aatelia : Lorenz Lindelöf et Ernst Lindelöf . Otava, Helsinki 2008 (finlandais).